# Women's League Soccer
La Women's League Soccer  (WLS) est une organisation régionale de soccer féminin aux États-Unis. Elle est créée en 2010 et commence sa première saison 2011 (2e niveau de la pyramide du soccer féminin américain). La ligue est en grande partie l'idée de Shek Borkowski et Ian McMahon.

## Format du championnat
Contrastant nettement avec toutes les autres ligues de soccer professionnel en Amérique du nord, la WLS entend être une ligue avec promotion et relégation comme en Europe. La ligue observe toutes les normes et règles internationales de la FIFA.
Lors de sa première saison, la WLS se compose de six clubs. La saison 2011 s'étend de mai à la fin de juillet. La saison se compose de 10 matches. Chaque club joue un match aller-retour contre les autres. À la fin de la saison, se tient des séries éliminatoires. Il est prévu que les futurs clubs entrants se joindront à la ligue dans une 2e division et nécessiteront une promotion pour jouer en 1re division, tandis que le club de 1re division terminant dernier au classement sera relégué en 2e division. La WLS compte avoir 14 équipes en 2012.

## Saison 2011
Les équipes en compétition sont:
- Chicago Breeze (ancienne équipe de la Women's Premier Soccer League)
- Cincinnati Saints
- Cleveland CF (ancienne équipe des Cleveland Internationals Women de la W-League)
- FC Indiana (ancienne équipe de la W-League)
- Fort Wayne SC,
- Indiana Invaders FC

### Classement final 2011
C'est le FC Indiana qui remporte le championnat de la saison 2011 avec 9 victoires en 10 matchs joués.
| No. | Team                | Matchs joués | Victoires | Défaites | Points |
| --- | ------------------- | ------------ | --------- | -------- | ------ |
| 1   | FC Indiana          | 10           | 9         | 1        | 27     |
| 2   | Fort Wayne SC       | 10           | 8         | 2        | 24     |
| 3   | Indiana Invaders FC | 10           | 7         | 3        | 21     |
| 4   | Chicago Breeze      | 10           | 3         | 7        | 9      |
| 5   | Cleveland CF        | 10           | 2         | 8        | 10     |
| 6   | Cincinnati Saints   | 10           | 1         | 9        | 4      |

### Meilleures buteuses 2011
| Rang | Joueuse       | Club                | Buts | Matchs joués |
| ---- | ------------- | ------------------- | ---- | ------------ |
| 1    | Mary Jones    | Fort Wayne FC       | 13   | 10           |
| 2    | Amy King      | Fort Wayne FC       | 12   | 10           |
| 3    | Maria Shipe   | FC Indiana          | 10   | 10           |
| 4    | Lacy Johnson  | Indiana Invaders FC | 7    | 8            |
| 5    | Keisha Meyers | Indiana Invaders FC | 6    | 9            |

### Meilleures gardiennes de but 2011
| Rang | Joueuse           | Club                | Moyenne | Matchs joués |
| ---- | ----------------- | ------------------- | ------- | ------------ |
| 1    | Jeanette Williams | FC Indiana          | 1.00    | 10           |
| 2    | Dolorres Sits     | Cleveland CF        | 1.70    | 10           |
| 3    | Conney Sectetuer  | Indiana Invaders FC | 2.00    | 9            |
| 3    | Adi Piscings      | Chicago Breeze      | 2.00    | 9            |
| 3    | Sharisse Yoder    | Fort Wayne FC       | 2.00    | 9            |

## Saison 2012
5 équipes sont en compétition:
- Des Moines Menace
- Lady Cincinnati Saints
- FC Indiana
- Fort Wayne SC
- Indiana Invaders FC

### Classement final 2012
C'est le Des Moines Menace qui remporte le championnat de la saison 2012 avec une fiche de 6 victoires en 7 matchs joués.
| No. | Team                   | Matchs joués | Victoires | Défaites | Nulles | Points |
| --- | ---------------------- | ------------ | --------- | -------- | ------ | ------ |
| 1   | Des Moines Menace      | 7            | 6         | 0        | 1      | 18     |
| 2   | Cincinnati Lady Saints | 7            | 4         | 0        | 3      | 12     |
| 3   | Indiana Invaders FC    | 6            | 2         | 1        | 3      | 7      |
| 4   | Fort Wayne SC          | 7            | 2         | 1        | 4      | 7      |
| 5   | FC Indiana             | 7            | 2         | 0        | 5      | 6      |